# Hans Alt-Küpers
Hans Alt-Küpers (* 11. Juli 1948 in Aachen) ist ein deutscher Studienrat und Politiker (SPD). Er gehörte vom 30. Mai 1985 bis zum 31. Mai 1995 dem Landtag von Nordrhein-Westfalen an.

## Ausbildung und Beruf
Nach der Mittleren Reife 1965 absolvierte er eine Lehre als Maschinenschlosser, die er 1968 mit der Gesellenprüfung abschloss. Anschließend besuchte er die staatliche Ingenieurschule für Maschinenwesen, die er 1974 als Ing.-grad. mit der Fachrichtung Fertigungstechnik abschloss. Er absolvierte danach einen Lehramtsstudiengang für die Sekundarstufe II, legte 1978 das erste und 1981 das zweite Staatsexamen ab und war 1981 bis 1985 als Studienrat an einer gewerblichen Berufsschule tätig.
Von 1968 bis 1979 war er Mitglied der IG-Metall und ab 1979 Mitglied der GEW. Außerdem war er Vorsitzender der Deutschen Olympischen Gesellschaft in Aachen.
Hans Alt-Küpers war Abteilungsleiter Springen des SV Neptun Aachen 1910 (Bundesstützpunkt Aachen).

## Partei
Er trat 1971 der SPD bei, war 1975 bis 1979 Mitglied des SPD-Ortsvereinsvorstandes Aachen-West, wurde 1984 Mitglied im Bezirksplanungsrat Köln und Mitglied des Braunkohlenausschusses. 1989 wurde er Vorsitzender des Bezirksplanungsrates Köln.

## Abgeordneter
Er wurde 1979 Mitglied im Rat der Stadt Aachen und gehörte vom 30. Mai 1985 bis zum 31. Mai 1995 dem Landtag von Nordrhein-Westfalen an.